# Saga dos Volsungos

O Ramsund (Gravura de Sigurd) descreve trechos da saga dos volsungos.

A Saga dos Volsungos (nórdico antigo: Völsunga saga) é uma saga lendária islandesa do século XIII em forma de prosa, sobre a origem, auge e declínio do clã dos Volsungos (descendentes do rei Volsungo), incluindo a história de Sigurdo e de Brunilda e a destruição dos Burgúndios.

A saga de Volsunga é uma saga islandesa, escrita por volta de 1300, com base na tradição germânica. Os eventos reais que inspiraram a narração fantasiosa da saga ocorreram na Europa Central nos séculos V e VI dC, mas o único manuscrito medieval da obra existente atualmente data de c. 1300. Acredita-se que a versão em prosa da saga seja baseada em poemas épicos escandinavos anteriores.
O poema épico alemão medieval Nibelungenlied ("Canção dos Nibelungos") é baseado nas mesmas antigas histórias que a Saga dos Volsungos, que eram comuns a todas as terra germânicas desde o início da Idade Média. No Nibelungenlied, porém, a narrativa apresenta traços do romance cortês.